# 小弓鶴酒造
小弓鶴酒造株式会社（こゆみつるしゅぞう、英語: Koyumitsuru Distilling Industry）は、愛知県犬山市羽黒成海郷70にある企業。日本酒やビールの醸造を行っている。嘉永元年（1848年）創業。1953年（昭和28年）株式会社設立。

## 歴史

### 吉野家の歴史
建久10年（1199年）に源頼朝が死去した後、正治2年（1200年）には忠臣の梶原景時やその嫡子である梶原景季が討たれたが、孫の豊丸は7人の家臣とともに乳母の出身地である羽黒に落ち延びた。家臣のひとりの吉野兵衛忠明が吉野家の先祖とされている。豊丸はやがて梶原景親となり、居城として羽黒城を築いた。

### 創業と近代
嘉永元年（1848年）、初代蔵元の吉野新右衛門は尾張国中島郡築込村（現・愛知県一宮市）の平左衛門より酒造株を譲り受け、丹羽郡羽黒村で酒造りを始めた。1869年（明治2年）、2代蔵元の吉野新右衛門は犬山藩から酒造のお墨付を受けた。3代蔵元の吉野悦太郎は20代で早世したが、妻の吉野とみは息子の吉野宮一郎とともに蔵を支え、1884年（明治17年）には4代蔵元の吉野宮一郎が大日本帝国から酒類製造営業免許鑑札を受けた。
1909年（明治42年）、合資会社吉野家酒店に改組した。この地域には質量ともに恵まれた木曽川の伏流水があり、1920年（大正9年）時点の丹羽郡羽黒村には4軒、北隣の犬山町には3軒、南隣の楽田村には2軒の酒蔵があった。1921年（大正10年）、5代蔵元の吉野茂二は吉野酒造場に改組した。1940年（昭和15年）時点の羽黒村には3軒の酒蔵があった。

### 現代

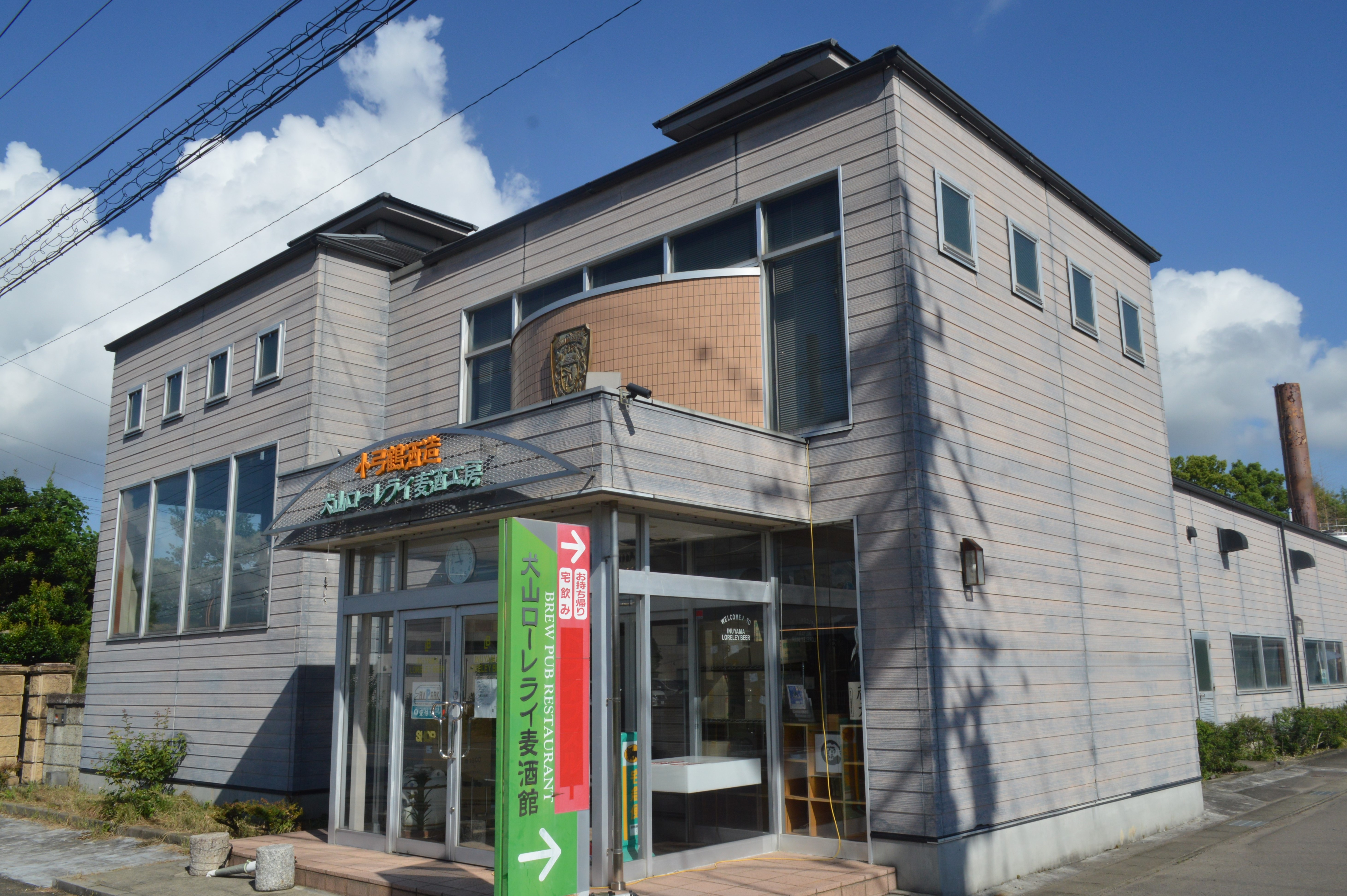
犬山ローレライ麦酒工房

1953年（昭和28年）、小弓鶴酒造株式会社を設立した。小弓鶴（こゆみつる）という名称は、かつてこの地域にあった小弓荘（おゆみのしょう）という荘園に由来する。1960年代中頃には旧羽黒村と旧楽田村の境界に犬山工業団地が造成され、犬山工業団地にはサントリー木曽川工場が進出している。
1987年（昭和62年）には犬山城12代城主で俳人でもある成瀬正俊より句を賜り、築城450年祭を記念した犬山城天守閣ボトルを発売した。1994年（平成6年）4月に酒税法が改正されてビール業界への新規参入が容易になり、全国でクラフトビールブームが起こった。1998年（平成10年）には小弓鶴酒造でも犬山ローレライ麦酒の製造を開始し、犬山ローレライ麦酒館をオープンさせた。犬山市はローレライ伝説で知られるドイツのザンクト・ゴアールスハウゼンと友好都市提携を行っており、ドイツ人ブラウマイスターに師事してビール製造に取り組んだことから、商品名にローレライという名称を用いた。
2006年（平成18年）には酒蔵が火災で焼失したが、愛知県内の他の酒造会社の協力を得て事業を継続した。2007年（平成19年）には火災での焼失を免れた古酒「琥珀酔」を発売した。2024年（令和6年）時点の羽黒地区には小弓鶴酒造と1902年（明治35年）創業の東洋自慢酒造の2軒の酒蔵がある。

## 建築物
2013年（平成25年）3月29日には吉野家住宅主屋、離れ、新座敷、土蔵、庭門及び土塀の5件が登録有形文化財に登録された。
- 吉野家住宅主屋 - 1911年（明治44年）築[3]。木造2階建、瓦葺[3]。建築面積210m2[3]。
- 吉野家住宅離れ - 1884年（明治17年）築[4]。木造平屋建、瓦葺[4]。建築面積69m2[4]。
- 吉野家住宅新座敷 - 1955年（昭和30年）頃築[5]。木造2階建、瓦葺[5]。建築面積29m2[5]。
- 吉野家住宅土蔵 - 江戸時代後期築[6]。土蔵造2階建、瓦葺[6]。建築面積48m2[6]。
- 吉野家住宅庭門及び土塀 - 大正時代築[7]。庭門は木造、瓦葺、間口1.3m[7]。土塀は木造、瓦葺、総延長27m[7]。

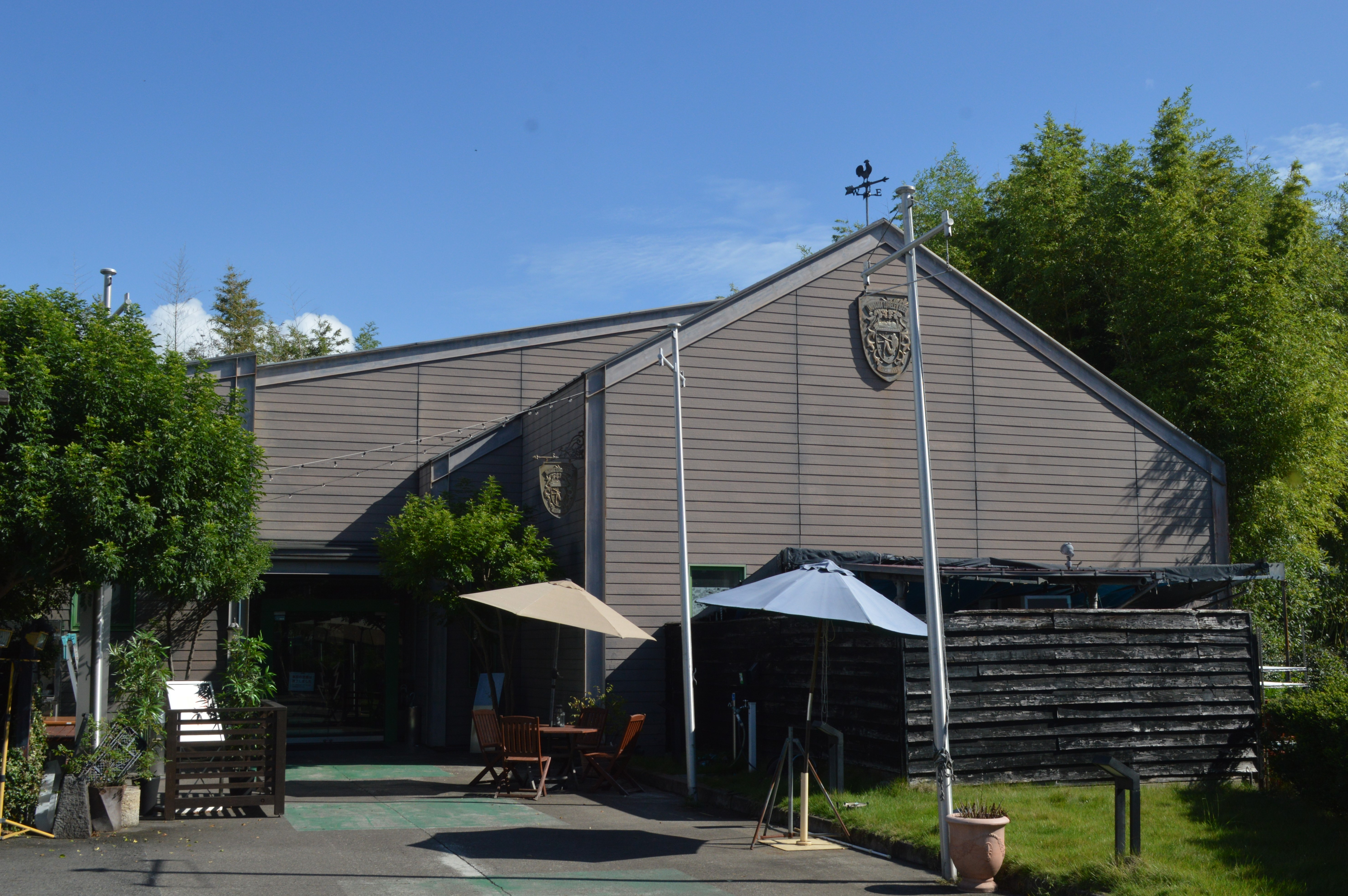
犬山ローレライ麦酒館
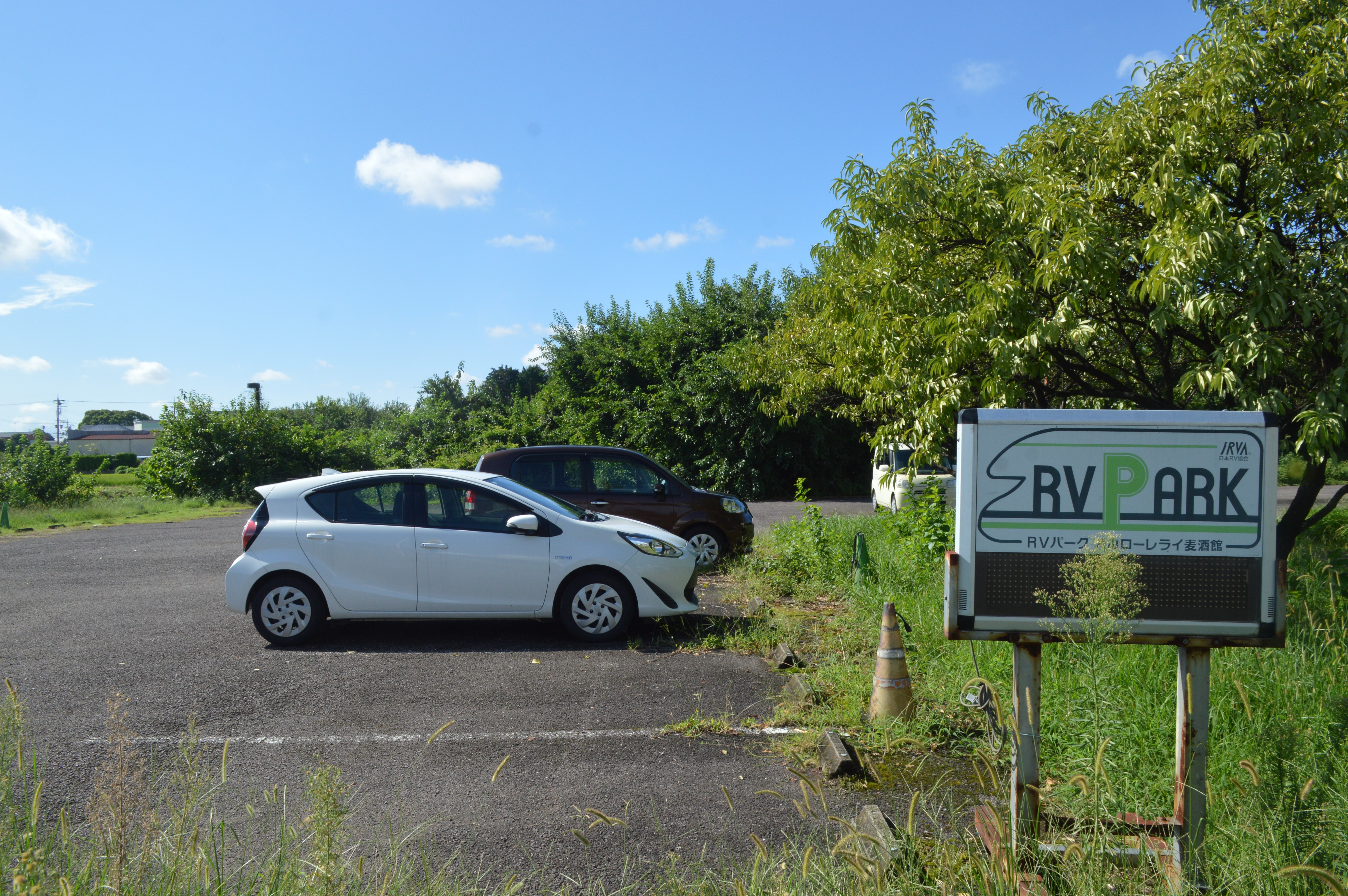
RVパーク犬山ローレライ麦酒館

## 歴代当主
- 初代 吉野新右衛門
- 2代 吉野新右衛門
- 3代 吉野悦太郎
- 4代 吉野宮一郎
- 5代 吉野茂二
- 6代 吉野淳夫

## 商品

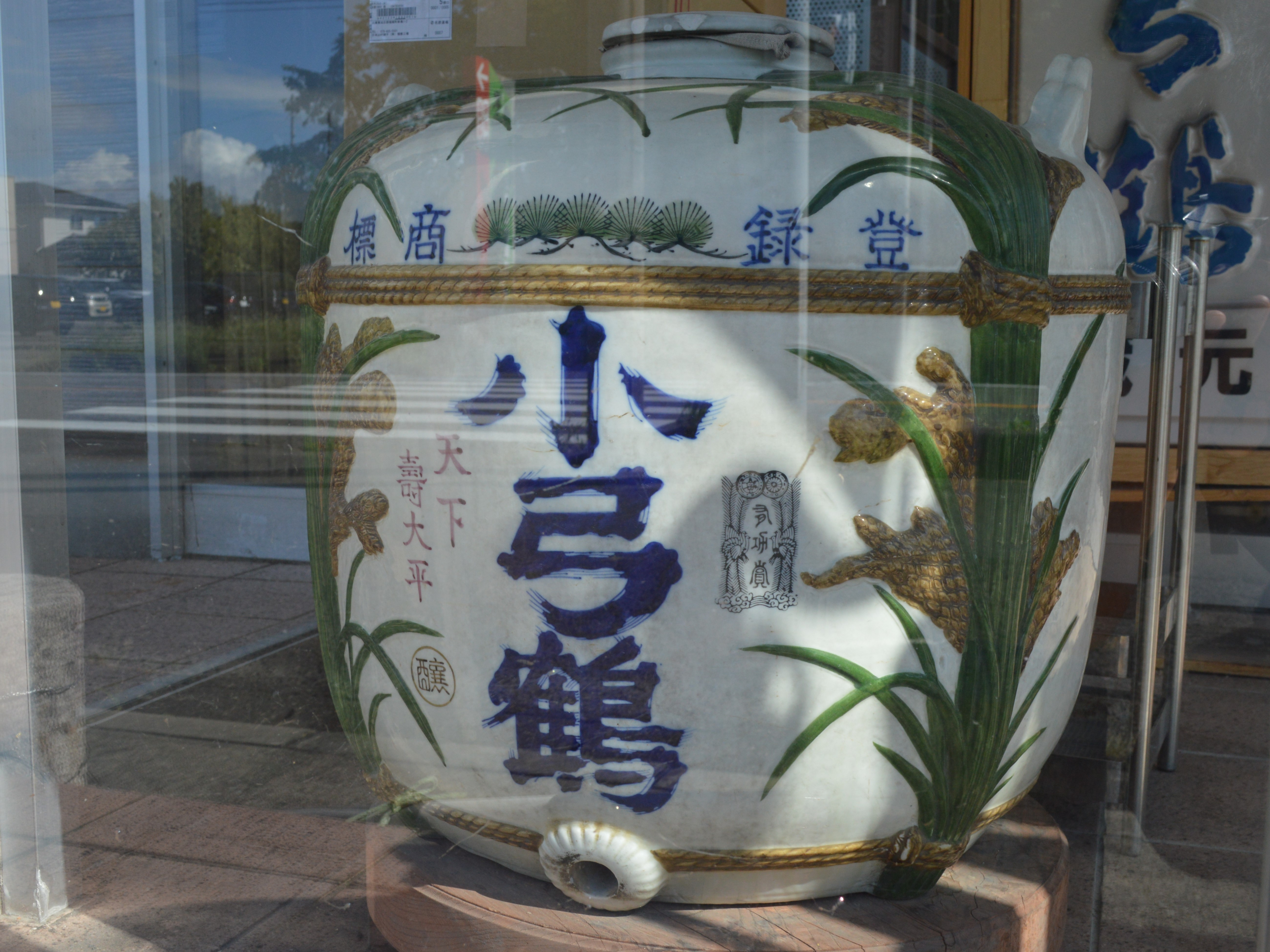
「小弓鶴」の陶器酒樽

### 日本酒
- 小弓鶴 上撰
- 小弓鶴 山廃 原酒
- 小弓鶴 琥珀酔

### ビール
ビールの原料である麦芽とホップはドイツ産を用い、仕込水は木曽川天然醸造水を用いている。
- 犬山ローレライ麦酒 ピルスナー
- 犬山ローレライ麦酒 ヴァイツェン